# Professor Karma
Raúl Januário Júnior (Nazaré, 12 de março de 1928 — Lisboa, 15 de setembro de 2001) mais conhecido profissionalmente como Professor Karma, foi um ocultista, astrólogo, mentalista, artista e ilusionista português. Ele obteve doutorados em hipnoterapia e filosofia e metafísica aplicada em instituições internacionais. Karma também adquiriu vastos conhecimentos como membro dos Estudos Psíquicos Portugueses e mergulhou no estudo da filosofia Hindu-Yoga, que buscava a união com o todo através da ação, meditação e contemplação. Tendo também se dedicado à psicologia aplicada, estudando zoismo superior, hipnomagnetologia e hipnoterapia.

## Biografia

### Infância
Desde jovem, demonstrou talento musical e fez parte de vários grupos musicais enquanto estudante em Lisboa. Era filho de Augusta Bernardino Carvalho e de Raul Januário. Aprendeu a tocar guitarra com apenas 7 anos de idade. Cedo começou a revelar propensão para a música, o que o levou a fazer parte, ainda dos seus tempos de estudante, de vários agrupamentos musicais, onde aprendeu a tocar vários instrumentos musicais. Ele recebeu ensinamentos de renomados músicos e professores, o que lhe proporcionou uma sólida cultura e habilidades musicais excepcionais. Foi aluno do maestro António Leite, do conhecido saxofonista A. Marques Dias, e ainda dos professores Vitorino Boino Matonno e Abel de Så, a sua natural vocação, aliada aos ensinamentos colhidos, garantiram-Ihe sólida cultura e uma técnica quase insuperável nos domínios da execução musical.

### Educação e Vida adulta
No ano de 1939 fixou-se em Lisboa, para trabalhar nos CTT e onde frequentou o ensino liceal. Foi em Lisboa que conheceu Cidália Moreira, a sua companheira, com quem teve uma filha (Cleópatra) que, infelizmente, veio a falecer anos mais tarde. O Prof. Karma não se limitou apenas à música. Com uma mentalidade generosa e aberta para a vida, ele buscou novos caminhos e explorou os domínios das ciências psíquicas. O nome "Karma" no seu nome, deriva do Sânscrito, língua sagrada do Indostão, e significa concretamente "realização". Toda a ação é Karma. Foi aluno da National Schools de Los Angeles e frequentou posteriormente, em Inglaterra, a Brantridge Forest School, sob a orientação do Dr. Copen, onde obteve o doutorado em Hipnoterapia. Foi laureado em Filosofia e Metafísica Aplicada pelo "The Neotaion College of Philosophy", Kansas City, Missouri, nos Estados Unidos. Após muitos anos de preparação espiritual e física, o Prof. Karma decidiu sondar o limiar duma ciência, cuja dimensão se perde no infinito dos seus domínios: toda a gama maravilhosa das ciências psíquicas. Como sócio dos Estudos Psíquicos Portugueses, adquiriu vastos conhecimentos. Depois aprofundou a filosofia Hindu - Yoga que tem por fim dar a quem a pratica a faculdade de poder abster-se de se alimentar e respirar, tornando-se por tempo considerável, insensível a todas as manifestações exteriores. Entre os Hindus, esta ciência significa União com o Todo, por meio de ação, meditação e contemplação. Em 1955 matriculou-se no Institute Psychology Foundation, na Bélgica, onde concluiu com brilhantismo o curso de Psicologia Aplicada. Sempre orientado pelo seu mestre Dr. Martins de Oliveira, enveredou pelo estudo do Zoismo Superior e Hipnomagnetologia, ciência que despertou o interesse de vários investigadores, principalmente na América, Rússia, Holanda e Alemanha, onde biopsicotécnicos estudam a lei da motricidade. Ele ficou conhecido pelas suas habilidades como mentalista e ilusionista. Como mentalista, ele era capaz de ler a mente das pessoas e prever o futuro. A metafísica aplicada, área de estudo profundo do Prof. Karma, explorava questões relacionadas à existência do absoluto, Deus, o homem e o mundo. Ele tornou-se reconhecido como um dos maiores hipnomagnetologistas e mentalistas do mundo, realizando experiências e ganhando admiração de intelectuais e pesquisadores internacionais. Além disso, ele ganhou a admiração de intelectuais e professores com suas teorias inovadoras sobre a parapsicologia. Um dos maiores psicólogos do mundo, Dr. Ginoven, realizou várias experiências com o Prof. Karma na Fundação Gulbenkian, cujos resultados foram registrados para a Universidade de Utrecht, na Holanda, considerada a maior do mundo em Parapsicologia. Já como ilusionista, ele realizava truques de mágica e ilusões que deixavam o público impressionado. Além disso, ele também era astrólogo e ocultista. O Professor Karma foi uma figura muito popular em Portugal durante a década de 80 e 90. Ele também escreveu horóscopos para o jornal Correio da Manhã.
Karma chegou a acompanhar Cidália Moreira nos seus concertos diversas vezes, como guitarrista.

### Últimos anos
Faleceu em Lisboa a 15 de setembro de 2001, aos 74 anos de idade, tendo vivido os seus últimos 30 anos de vida com a companheira. A sua vida foi repleta de momentos inesquecíveis e mágicos, deixando uma marca indelével na história do entretenimento. O Instituto Cosmopsicobiológico Professor Raul Karma é uma prova tangível do seu legado.

## Reconhecimento público
Se Portugal já reconhecia os avanços do Prof. Karma, o estrangeiro também quis conhecê-lo e reconhecer seu mérito. Convidado para representar o nosso país no IX Congresso Internacional de Magia, realizado no Palácio das Nações, em Barcelona, entre 1200 congressistas representando 40 países, ele foi considerado o maior Mentalista do mundo. Essa conquista é o justo prêmio para uma vida dedicada com devoção e altruísmo ao estudo e à pesquisa. Isso é testemunhado pelas palavras de apreço do Dr. F. Maymo, presidente da Sociedade Mágica Mundial (na época), durante uma sessão realizada no Palácio das Nações, em Barcelona, no momento em que o Prof. Karma recebeu uma medalha com o busto do Dr. Julles Dhotell, enviada de Paris por aquele eminente sábio francês e destinada ao detentor do título de maior Mentalista do Mundo. Por ter alcançado vasta e notável experiência no campo da Parapsicologia, no passado ele recebeu, numa cerimônia brilhante, os títulos de Doutor em Parapsicologia e Doutor Honoris Causa, entregues pelo reitor da Universidade de Nova Iorque, Sua Eminência o Arcebispo Lorenzo Michel de Valitch, em uma solene cerimônia realizada nos salões daquela universidade. Posteriormente, ele foi recebido na Casa Branca pelo Senado Americano, que prestou homenagem ao trabalho de pesquisa que ele tem desenvolvido no campo das ciências psíquicas. Na ocasião, ele foi convidado a visitar a NASA (Centro Espacial Americano) e a maior central hidrelétrica do Canadá.

## Obras

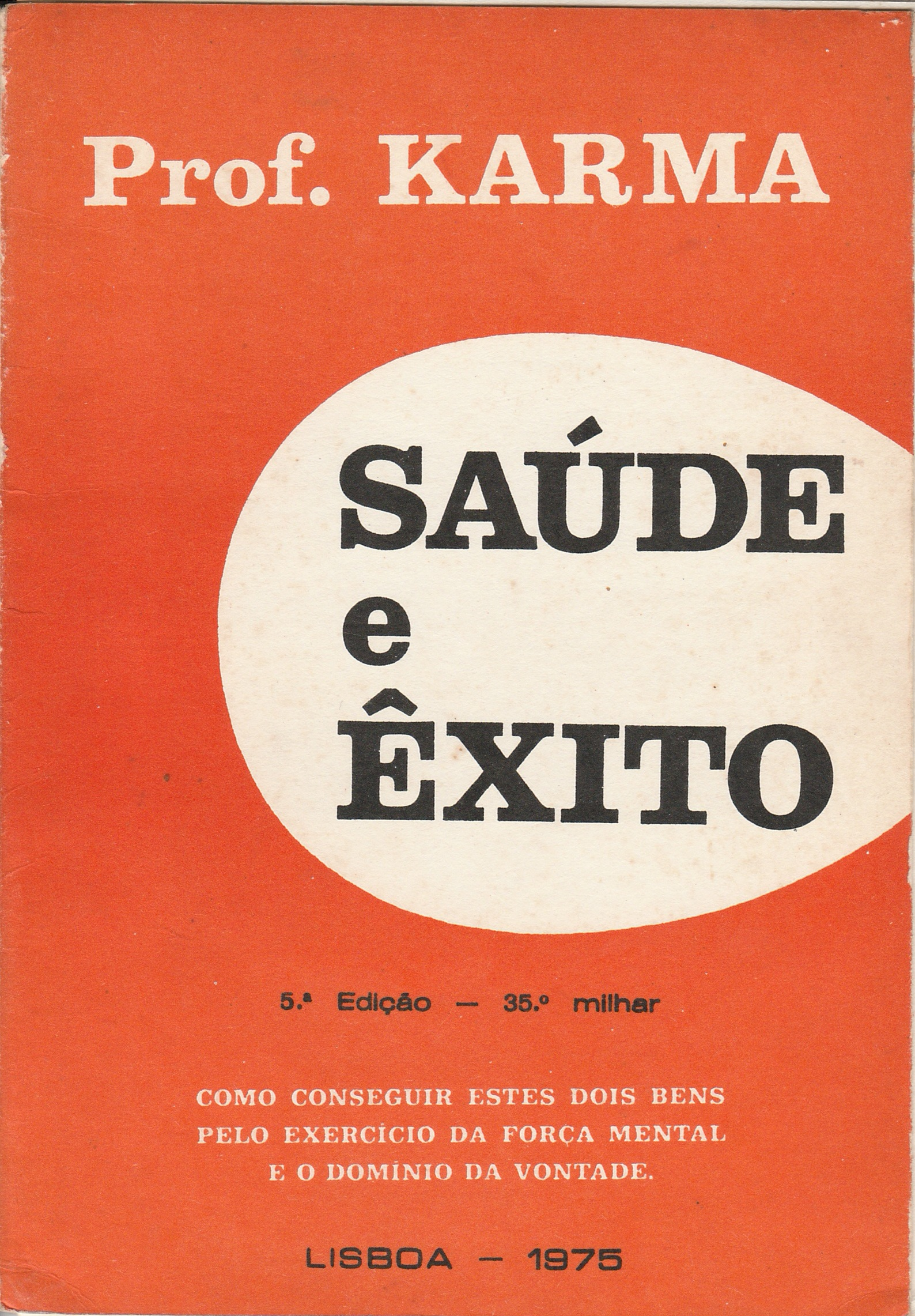
Obra "Saúde e êxito / Prof. Karma"

Este artista escreveu algumas obras, entre elas estão: "Curso prático de relaxação / Prof. Karma", "Saúde e Êxito / prof. Karma", etc..

## Feitos memoráveis
Reconhecido como o primeiro português a vencer um concurso internacional de magia, Raul Karma tinha o poder de ler mentes e encantar as audiências todas as noites no restaurante regional Chicote, na Praça do Areeiro.
Um evento em particular, que ocorreu a 27 de setembro de 1964 às 18h30, marcou a carreira de Raul Karma. Matias Celorico Palma, proprietário do Chicote, organizou uma experiência pública única: Raul Karma conduzir um carro com os olhos vendados desde a Praça Duque de Saldanha até à Praça do Areeiro, num percurso de 2,2 quilómetros. A expectativa e entusiasmo foram enormes. O veículo usado foi descapotável da marca Haflinger, cedido pela Auto-Portuguesa Lda., com a matrícula II-61-66.
No dia marcado, Raul Karma apareceu trajado a rigor, com insígnias no fato, e com um saco de pano sobre a cabeça. Sua companheira, Betty (companheira anterior a Cidália Moreira), acompanhou-o nessa aventura. E foi um sucesso absoluto. Raul Karma conduziu o carro exemplarmente, sem errar uma única vez, mesmo com o tráfego intenso num final de domingo. A chegada à Praça do Areeiro foi aplaudida por uma multidão extasiada, indiferente à chuva fina que caía. Era evidente que estavam diante do melhor mágico do mundo. Essa proeza notável adicionou mais um feito à já notável carreira de Raul Karma. Apesar de ser chamado comumente de mágico, preferia usar a denominação de "mentalista".